# Stowarzyszenie „Młodzi Demokraci”
Stowarzyszenie „Młodzi Demokraci” – organizacja skupiająca młodzież i studentów o poglądach ordoliberalnych, socjalliberalnych, demoliberalnych, chrześcijańsko-demokratycznych i konserwatywnych, działająca społecznie i politycznie.
Od 1994 do 2001 współpracowała z Unią Wolności, a od 2001 z Platformą Obywatelską. W listopadzie 2022 zerwała umowę stowarzyszeniową pomiędzy partią a stowarzyszeniem.

## Historia
Stowarzyszenie „Młodzi Demokraci” powstało 19 lutego 1994 z połączenia młodzieżowych organizacji Unii Demokratycznej – Forum Młodych UD i Kongresu Liberalno-Demokratycznego – Stowarzyszenie Młodzi Liberałowie.
W 2001 nastąpił rozłam Stowarzyszenia „Młodzi Demokraci”, część jego członków zakończyła współpracę z Unią Wolności i podpisała umowę stowarzyszeniową z Platformą Obywatelską. Pozostała część członków, pozostająca przy UW, założyła Stowarzyszenie „Młode Centrum”. Młode Centrum zakończyło współpracę z Unią Wolności w 2005 z powodu zakończenia jej działalności i przekształciło się w Projekt: Polska. Jej liderami byli: Mirosław Pawełko (2001–2003), Błażej Gładysz (2003–2005) i Paweł Lisiewicz (2005–2006).
SMD w 2008 deklarowało zrzeszanie prawie 7000 członków w wieku 16–30 lat w 16 regionach i ponad 160 kołach lokalnych.
30 listopada 2022 pojawiły się doniesienia o zerwaniu umowy stowarzyszeniowej pomiędzy Platformą Obywatelską, a Młodymi Demokratami. TVP Info przywoływało także kwestie nieopłacenia składek do Youth of the European People's Party, młodzieżowej organizacji Europejskiej Partii Ludowej. Młodych Demokratów miałoby zastąpić stowarzyszenie Nowa Generacja Młodych. W następnych dniach kolejni członkowie zarządu krajowego partii deklarowali, że Nowa Generacja faktycznie została nową młodzieżówką.

## Cele
Głównymi wartościami, którymi kierują się „Młodzi Demokraci”, są wolność jednostki, własność prywatna, samorządność, edukacja. Propagują je poprzez organizowanie spotkań, szkoleń, seminariów, aktywne uczestnictwo w życiu publicznym Rzeczypospolitej Polskiej, pikiety oraz aktywność w mediach społecznościowych.

## Struktura
Działa na terenie całego kraju. Struktura władz Stowarzyszenia jest trójstopniowa: władze kół lokalnych, władze regionów, władze krajowe.
Stowarzyszenie jest członkiem YEPP (Youth of the European People’s Party), EDS – European Democrat Students oraz DEMYC (Democrat Youth Committee of Europe) – organizacji zrzeszających młodzieżówki centroprawicowe z Europy.

### „Młodzi Forum Dialogu”
Stowarzyszenie jest autorem wydarzenia pt. „Młodzi Forum Dialogu”. Pierwsza edycja wydarzenia miała miejsce w Lublinie w dniach 25–27 czerwca 2021 roku. Wydarzenie, które ma umożliwić młodym ludziom udział w kreowaniu wspólnej przyszłości w zakresie wyzwań polskiej polityki, klimatu i środowiska, samorządności czy polityki międzynarodowej. Zwieńczeniem I edycji „Młodzi Forum Dialogu” była debata marszałków polskiego parlamentu Radosława Sikorskiego, Małgorzaty Kidawy-Błońskiej, Grzegorza Schetyny oraz Tomasza Grodzkiego.

### Cele Statutowe
1. Działanie na rzecz zwiększania udziału ludzi młodych w życiu publicznym.
2. Pomoc w zdobywaniu wiedzy i kwalifikacji umożliwiających ludziom młodym spełnianie funkcji społecznych i zawodowych w społeczeństwie.
3. Upowszechnianie postaw proeuropejskich wśród ludzi młodych.
4. Inspirowanie młodych do podejmowania działalności gospodarczej.
5. Ułatwianie młodym kontaktów z instytucjami i organizacjami międzynarodowymi.
6. Promocja kultury, w szczególności tworzonej przez ludzi młodych i do nich adresowanej.
7. Ochrona praw młodego człowieka, szczególnie w szkole.
8. Propagowanie idei samorządności wśród ludzi młodych.
9. Promocja ekologii i ochrony środowiska.
10. Promocja kultury fizycznej, sportu i turystyki, szczególnie wśród ludzi młodych.
11. Działanie na rzecz zwiększenia obronności kraju.

### Zarząd Krajowy[18]
- Przemysław Wajman – przewodniczący
- Natalia Małż – wiceprzewodnicząca
- Iga Wrzask – skarbniczka
- Filip Borawski – członek zarządu
- Igor Maliński – członek zarządu
- Wiktor Karolak – członek zarządu

### Przewodniczący Stowarzyszenia
| Lp. | Portret | Imię i nazwisko     | od                | do                |
| --- | ------- | ------------------- | ----------------- | ----------------- |
| Jako młodzieżówka Unii Wolności |         |                     |                   |                   |
| 1. |         | Grzegorz Bielowicki | 19 lutego 1994    | październik 1996  |
| 2. |         | Andrzej Saja        | październik 1996  | wrzesień 1997     |
| p.o. |         | Sławomir Potapowicz | wrzesień 1997     | luty 1998         |
| 3. | [ 19 ]  | Sławomir Nowak      | luty 1998         | 24 stycznia 2001  |
| Jako młodzieżówka Platformy Obywatelskiej RP |         |                     |                   |                   |
| (3.) | [ 19 ]  | Sławomir Nowak      | 24 stycznia 2001  | 2 marca 2002      |
| 4. |         | Jan Artymowski      | 2 marca 2002      | 25 marca 2006     |
| 5. |         | Tomasz Kacprzak     | 25 marca 2006     | 8 lutego 2008     |
| p.o. |         | Kordian Gdulski     | 8 lutego 2008     | 1 marca 2008      |
| 6. |         | Dariusz Dolczewski  | 1 marca 2008      | 21 kwietnia 2012  |
| 7. |         | Bartosz Domaszewicz | 21 kwietnia 2012  | 14 czerwca 2014   |
| 8. |         | Konrad Zaradny      | 14 czerwca 2014   | 18 sierpnia 2018  |
| 9. |         | Milena Kowalska     | 18 sierpnia 2018  | 20 listopada 2022 |
| 10. |         | Michał Jakubek      | 20 listopada 2022 | 30 listopada 2022 |
| Jako młodzieżówka wspierająca Platformę Obywatelską |         |                     |                   |                   |
| (10.) |         | Michał Jakubek      | 30 listopada 2022 | 8 kwietnia 2023   |
| Jako jedna z dwóch młodzieżówek wspierających Platformę Obywatelską (po powstaniu Nowej Generacji Młodych), de facto jako niezależne stowarzyszenie młodzieżowe |         |                     |                   |                   |
| (10.) |         | Michał Jakubek      | 8 kwietnia 2023   | 25 listopada 2023 |
| |         |                     |                   |                   |
| - | -       | wakat               | 25 listopada 2023 | 18 lutego 2024    |
| 11. |         | Igor Sulwiński      | 18 lutego 2024    | 18 stycznia 2025  |
| 12. |         | Przemysław Wajman   | 18 stycznia 2025  | nadal             |

### Sekretarze Generalni Stowarzyszenia
| Lp.                                           | Imię i nazwisko     | od                | do                |
| --------------------------------------------- | ------------------- | ----------------- | ----------------- |
| Jako młodzieżówka Unii Wolności               |                     |                   |                   |
| 1.                                            | Jacek Łęgiewicz     | październik 1996  | luty 1998         |
| 2.                                            | Jan Artymowski      | luty 1998         | 24 stycznia 2001  |
| Jako młodzieżówka Platforymy Obywatelskiej RP |                     |                   |                   |
| (2.)                                          | Jan Artymowski      | 24 stycznia 2001  | marzec 2002       |
| 3.                                            | Kacper Pietrusiński | marzec 2002       | wrzesień 2002     |
| 4.                                            | Jan Dziubecki       | wrzesień 2002     | 25 marca 2006     |
| 5.                                            | Paweł Ostrowski     | 25 marca 2006     | 1 marca 2008      |
| 6.                                            | Piotr Borawski      | 1 marca 2008      | 6 marca 2010      |
| 7.                                            | Szymon Moś          | 6 marca 2010      | 21 kwietnia 2012  |
| 8.                                            | Marcin Małyszczyk   | 21 kwietnia 2012  | 14 czerwca 2014   |
| 9.                                            | Joanna Haba         | 14 czerwca 2014   | 30 lipca 2016     |
| 10.                                           | Milena Kowalska     | 30 lipca 2016     | 18 sierpnia 2018  |
| 11.                                           | Łukasz Bejm         | 18 sierpnia 2018  | 26 września 2020  |
| 12.                                           | Marcin Wojtera      | 26 września 2020  | 20 listopada 2022 |
| 13.                                           | Michał Nowak        | 20 listopada 2022 | 18 lutego 2024    |
| 14.                                           | Wiktoria Krezymon   | 18 lutego 2024    | 18 stycznia 2025  |
| 15.                                           | Jakub Kuras         | 18 stycznia 2025  | 20 lipca 2025     |